# 암흑가의 두 사람
《암흑가의 두 사람》(暗黑街－, 원제: Deux hommes dans la ville)은 지오제 지오반니가 감독하고 장 가뱅과 알랑 드롱이 주연한 영화이다. 1974년에 제작되었다. 장 가방과 알랑 드롱이 함께 출연한 세 번째의 스릴러 영화로, 상영 시간은 100분이다.

## 줄거리
늙은 보호사인 제르망(장 가방)의 보살핌과 보증으로 은행강도죄로 12년의 형을 받은 지노(알랑 드롱)는 가출옥이 되어 10년이나 기다려 준 아내 소피의 따뜻한 품안으로 돌아와 인쇄공으로서 충실한 나날을 보내지만, 아내와 함께 피크닉을 즐기고 돌아오는 길에 자동차 사고로 순식간에 아내를 잃게 된다. 제르망은 암담한 절망 속에서 상심하는 지노를 격려해 준다. 지노는 어렸을 적 친구였던 뤼시와의 따뜻한 우정이 애정으로 싹트기 시작, 겨우 그에게도 행복이 찾아오는 듯 싶었으나, 전과자 지노의 개과천선을 믿지 않으려는 형사 고와트로는 때마침 수사중이던 범죄의 주범을 지노로 단정, 집요한 손길을 뻗친다. 고와트로가 지노를 진범으로 단정하는 것을 넘어 온갖 수법으로써 진범으로 조작하려고까지 하게 되자 지노의 인내는 한계에 다다라 고와트로의 목을 죈다. 보석 중에 경관을 상대로 살인을 저지른 지노는 사형선고를 받고 단두대로 끌려가고, 그를 구할 사람은 아무도 없었다. 제르망은 만감이 오가는 눈길로 그를 지켜본다.

## 출연

### 주연
- 장 가뱅
- 알랭 들롱

### 조연
- 밈지 파머
- 빅토르 라누
- 세실 바소
- 일라리아 오키니
- 귀도 알베르티

## 기타
- 미술: 쟝-자크 카지옷
- 의상: 헬렌 누리

## 한국판 성우진

### MBC (2008년 10월 30일)
- 황일청 - 제르맹(장 가뱅)
- 신성호 - 지노(알랑 드롱)
- 윤성혜 - 소피(일라리아 오키니)
- 한경화 - 에블린(세실 바소)
- 김지영 - 루시(밈시 파머)
- 정희선 - 주느비에브(크리스틴 파브레가)
- 이병식 - 마르셀(빅토르 라누)
- 이윤연 - 그와트로
- 양희문 - 앙드레(로버트 카스텔)
- 김호성 - 자노
- 방성준 - 서장
- 김두희 - 프레데릭(버나드 지라드)

## 감상 및 평가
멋진 샹송, 향그러운 포도주, 패션과 예술과 자유의 나라에 단두대의 도끼가 목을 내리치는 흉칙한 환상이 펼쳐지는 라스트 신은 사형반대론자가 아니라도 몸서리칠 정도로 충격적이라고 평가되기도 한다. 또한, 죽음의 미학을 강력하게 부각시킨 작품으로, 경관에 대한 혐오감과 단두대의 긴장감을 잘 활용하였으며, 뛰어난 영상미와 독창적인 시퀀스가 엿보인다고도 평가된다.